# Twinkie Clark
Elbernita Clark, mais conhecida como Twinkie Clark ou o "Gênio da Música Gospel",(Detroit, Michigan em 15 de Novembro de 1954) é uma Cantora, Compositora e Produtora musical de Musica gospel estadunidense e também faz parte do grupo gospel The Clark Sisters com as irmãs Jacky Clark Chisholm, Dorinda Clark Cole e Karen Clark Sheard. Twinkie, Jacky, Dorinda e Karen são filhas de Mattie Moss Clark, uma pioneira em Detroit como diretora gospel de corais.

## Biografia

### Carreira solo
Desde que deixou o The Clark Sisters ela já gravou vários álbuns solo de forma intermitente, incluindo Comin' Home Masterpiece (produzido pelo top artista gospel/jazz e músico, Ben Tankard). Em 2002, gravou seu primeiro álbum solo ao vivo Live in Charlotte. Twinkie filho de John Terrell "raps no álbum". Seu sucesso garantido mais um esforço ao vivo, o Asaph Ward-produced Home Once Again: Live in Detroit, dois anos depois. Ela também lançou um projecto de colaboração com a Flórida A&M University Gospel Choir chamado Twinkie Clark-Terrell Apresenta a Flórida A&M University Gospel Choir, que também era um precursor no topo Evangelho Billboard 10 no final de 1996.

## Influência musical
Clark influências incluem jazz, reggae, clássica, funk e blues. Isso é evidenciado pelo ouvir seus dois primeiros álbuns solo Praise Belongs To God e Ye Shall Receive Power de Sound of Gospel Records com gravações com The Clark Sisters. Ambas as gravações foram recentemente lançado em disco compacto.
Twinkie Clark é um ávido fã de Stevie Wonder, e espera um dia fazer um dueto com ele.

## Discografia
- 1979: Praise Belongs To God (Sound of Gospel)
- 1981: Ye Shall Receive Power (Sound of Gospel)
- 1992: Comin' Home (Tyscot) (#40 US Gospel)
- 1996: Masterpiece (Tribute/Verity) (#19 US Gospel)
- 1996: Twinkie Clark-Terrell presents FAMU Gospel Choir (Crystal Rose) (#10 US Gospel)
- 2002: Twinkie Clark and Friends: Live In Charlotte N.C. (Verity) (#10 US Gospel)
- 2004: Home Once Again: Live In Detroit (Verity) (#66 US R&B/Hip-Hop) (#9 US Gospel)
- 2006: Praise & Worship (Verity/Legacy) (Compilation)
- 2011: With Humility (Larry Clark Gospel) (#14 US Gospel)

## Singles
- 1979: "Power"(Ye Shall Receive Power)
- 1981: "You Brought The Sunshine" (The Clark Sisters)
- 1997: "Balm In Gilead" (Karen Clark Sheard)
- 1986: "I Tried Him And I Know Him" (Mattie Moss Clark)
- 2007: "Something New" (The Clark Sisters)
- 1980: "Is My Living in Vain"(The Clark Sisters)
- 1996: "Awesome"(Masterpiece)"
- 1996: "Bless You Real Good" (Masterpiece)"
- 2001: " Worship the King" (Twinkie and Friends:Live in Charlotte)
- 2004: " Everything You Need is Right Here" (Home Once Again:Live In Detroit)
- 2011: " God's Got A Blessing" With Humility
- 2011: " Awesome God" With Humility
- 1976: " I Can Do All Things Through Christ"(The Clark Sisters)

The Clark Sisters: Live one last time